# Fred-Thieler-Preis
Der Fred-Thieler-Preis für Malerei wurde von dem Berliner Maler Fred Thieler (1916–1999) gestiftet. 

## Prämierung
Eine Jury zeichnet Künstler aus, die ihren Lebens- und Schaffensmittelpunkt in Deutschland haben und deren Werk abseits vom aktuellen Geschehen Zeichen in der Entwicklung zeitgenössischer Kunst setzt. Die Verleihung erfolgt – testamentarisch bestimmt durch Fred Thieler – in der Berlinischen Galerie, Landesmuseum für Moderne Kunst, Fotografie und Architektur. Sie findet seit 1992 am 17. März, dem Geburtstag von Fred Thieler, statt. Seit 2007 wird der mit 10.000 Euro dotierte Preis zweijährlich vergeben.

## Preisträger
- 1992: Eugen Schönebeck
- 1993: Peter Bömmels
- 1994: Lothar Böhme
- 1995: Andreas Brandt
- 1996: Reinhard Pods
- 1997: Jan Kotík
- 1998: Karl Horst Hödicke
- 1999: Walter Libuda
- 2000: Anne Katrine Dolven
- 2001: Peter Herrmann
- 2002: Marwan Kassab-Bachi
- 2003: Katharina Grosse
- 2004: Cornelia Schleime
- 2005: Günter Umberg
- 2006: Bernd Koberling
- 2007: Gerwald Rockenschaub
- 2009: Pia Fries
- 2011: Bernard Frize
- 2013: Sergej Jensen[1]
- 2015: Bernhard Martin[2]
- 2017: Christine Streuli[3]